# Estallando tu lado salvaje
Estallando tu lado salvaje es un álbum en vivo de la banda argentina El Otro Yo. Fue grabado en diversos espectáculos de la banda: en Obras, en giras nacionales e internacionales y en los festivales masivos.

## Lista de canciones
1. Calles
2. Ola salvaje
3. Me harté
4. Canción del adiós
5. Viaje de luz
6. No me importa morir
7. Hoy aprendí
8. Orión
9. Compañeros de ruta
10. Inmaduro
11. Viajero
12. Profundidad
13. Autodestrución
14. Pecadores
15. Tu ángel
16. Licuadora mutiladora
17. Mascota del sistema
18. Nuevo orden
19. Hoy aprendí (tema extra)
20. Locomotora (tema extra)
21. Corta el pasto (tema extra)
22. 69 (tema extra)